# 圣马丹拉盖皮
圣马丹拉盖皮（法語：Saint-Martin-Laguépie，法語發音：[sɛ̃ maʁtɛ̃ laɡepi]）是法国奧克西塔尼大區塔恩省的一个市镇，属于阿尔比区。

## 地理
圣马丹拉盖皮（44°8'32"N, 1°58'25"E）面积21.51 平方千米，位于法国奧克西塔尼大區塔恩省，该省份为法国南部内陆省份，北起顺时针与阿韦龙省、埃罗省、奥德省、上加龙省和塔恩-加龙省接壤。
与圣马丹拉盖皮接壤的市镇（或旧市镇、城区）包括：圣安德烈德纳雅克、布尔纳泽勒、拉卡佩勒塞加拉尔、拉帕鲁基亚勒、米亚尔、穆齐耶伊帕南、勒里奥勒、圣克里斯托夫、拉盖皮、瓦朗。

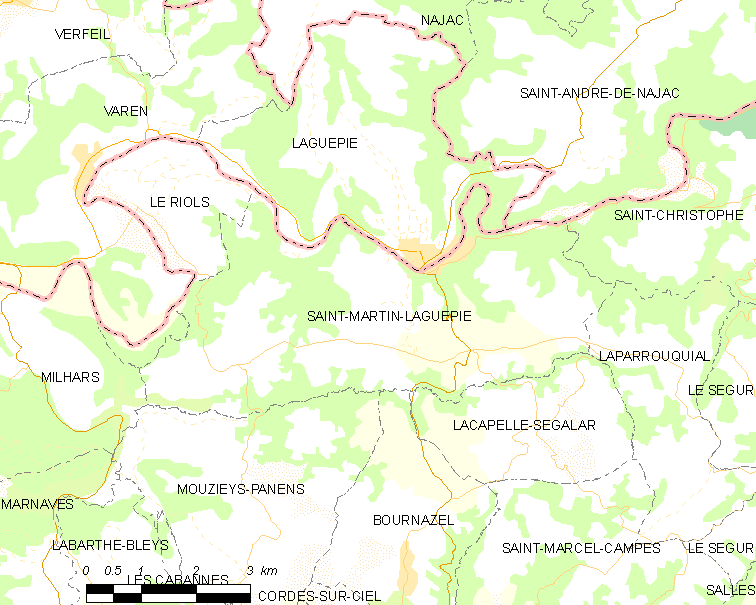
圣马丹拉盖皮的OSM定位图

圣马丹拉盖皮的时区为UTC+01:00、UTC+02:00（夏令时）。

## 行政
圣马丹拉盖皮的邮政编码为81170，INSEE市镇编码为81263。

## 政治
圣马丹拉盖皮所属的省级选区为卡尔莫第二县。

## 人口

1962-2008年间圣马丹拉盖皮人口变化图示

圣马丹拉盖皮于2022年1月1日时的人口数量为396人。